# Amboise (Indre i Loira)
Amboise és una comuna francesa del departament de l'Indre i Loira i de la regió de Centre-Vall del Loira. Es troba a la riba del riu Loira, a 27 km a l'est de Tours. En 504 Teodoric el Gran va fer de mediador en les disputes entre el rei Alaric II dels visigots i Clodoveu I, rei dels francs, aconseguint reunir als dos reis en una illa del riu Loira propera a Amboise. Avui és una ciutat petita però al segle xvi va ser la seu de la cort reial francesa, que vivia al Castell d'Amboise. Un dels seus habitants més cèlebres fou Leonardo da Vinci que s'establí a Clos Lucé a petició del rei Francesc I i en morir fou enterrat al Castell d'Amboise.

## Patrimoni
La ciutat és famosa pel seu castell que va ser residència reial a l'època de Francesc I, i que domina la ciutat des de dalt del seu promontori. A 500 metres del castell hi ha la mansió de Clos Lucé on va viure i morir Leonardo da Vinci a petició de Francesc I. De fet, Leonardo da Vinci està enterrat a la capella de Saint-Hubert del castell.
Just als afores de la ciutat hi ha la pagoda de Chanteloup, una pagoda xinesa de 44 metres d'alçada construïda el 1775 pel duc de Choiseul. La pagoda fa set pisos d'alçada i cada pis és lleugerament més petit que l'anterior. També cal destacar el Museu del Correu (a l'Hôtel Joyeuse) dedicat al servei de correu postal.

## Galeria d'imatges

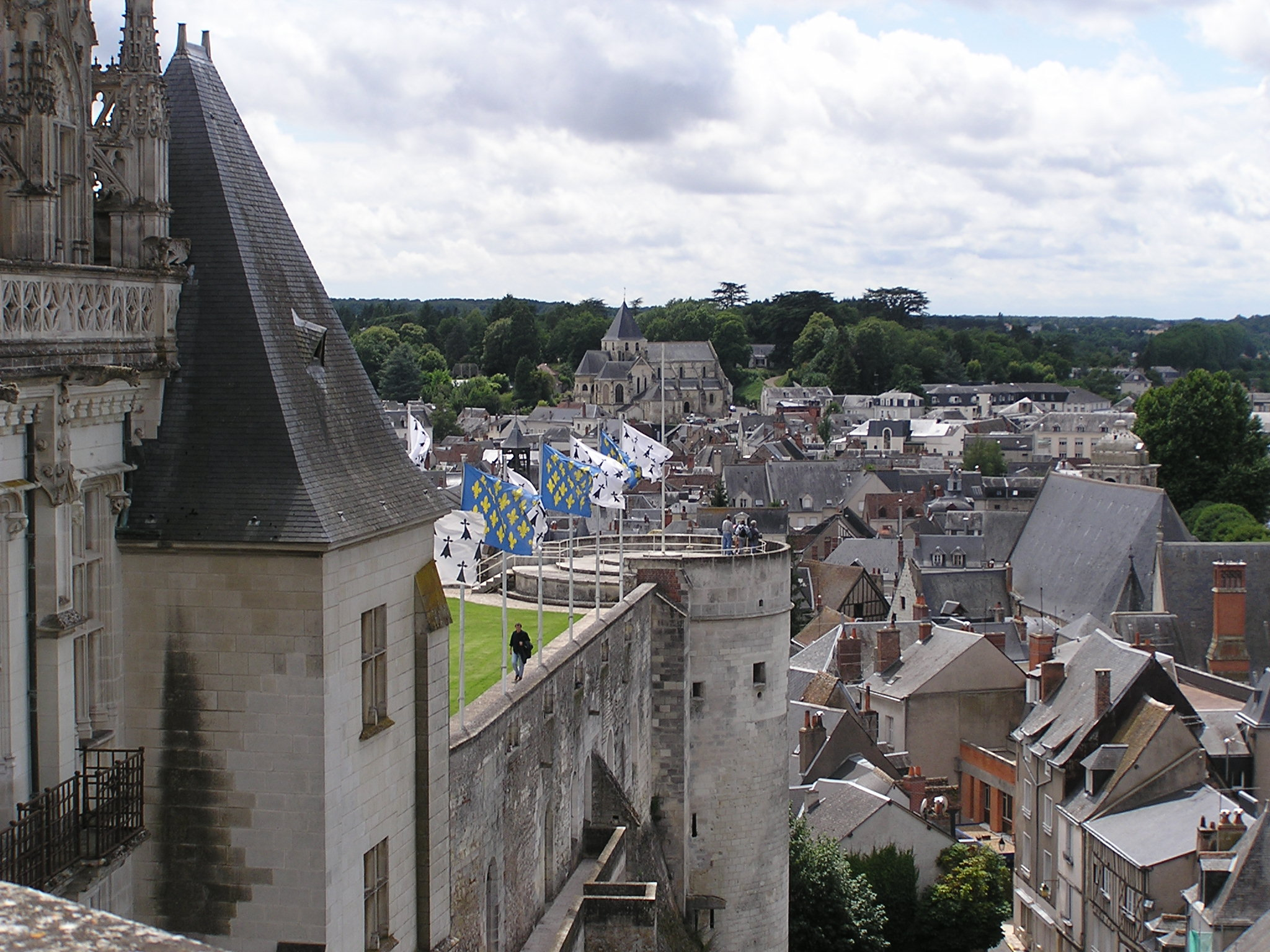
Amboise vist des del Castell d'Amboise
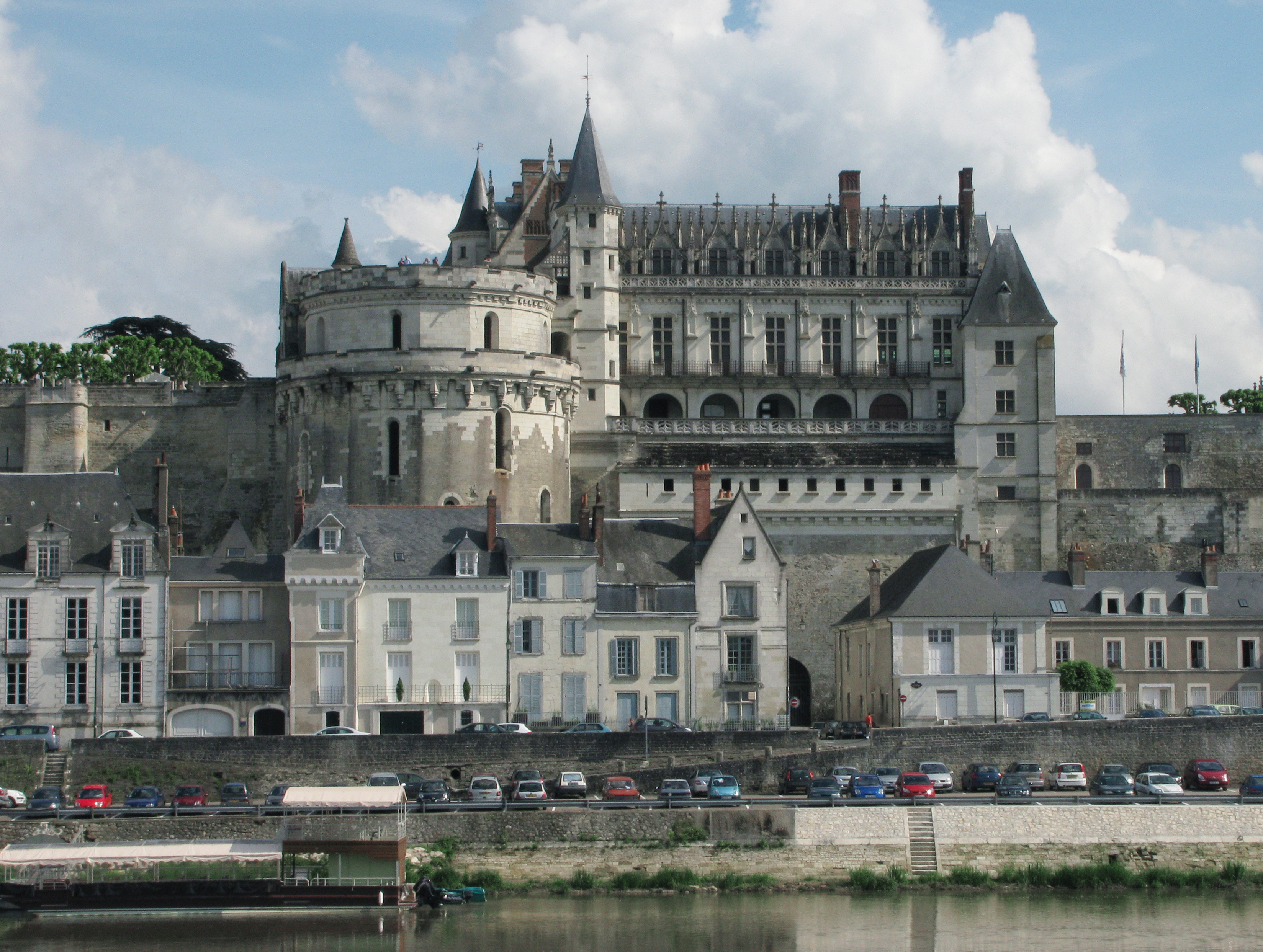
Castell d'Amboise
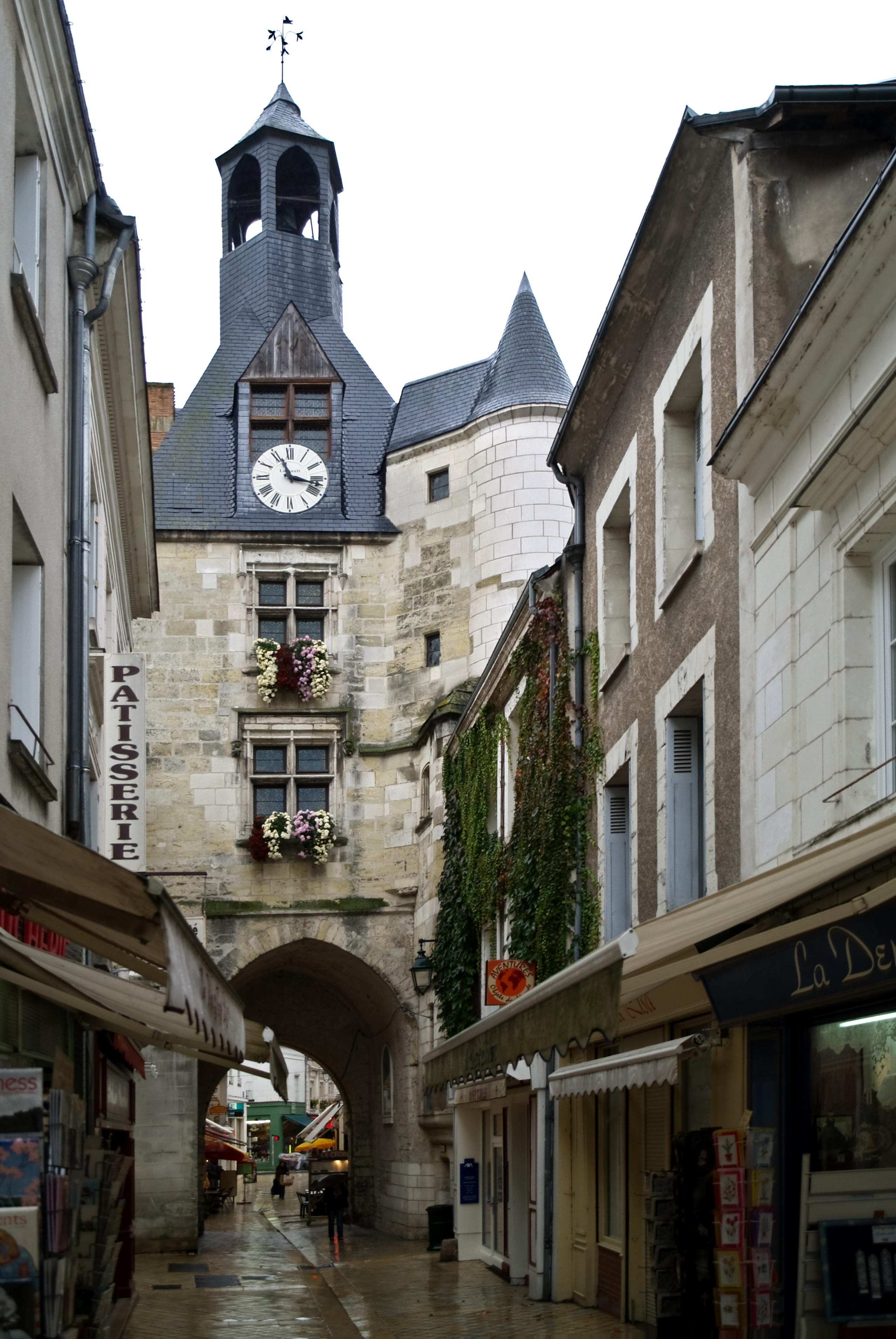
'Tour de l'Horloge' (torre del rellotge)
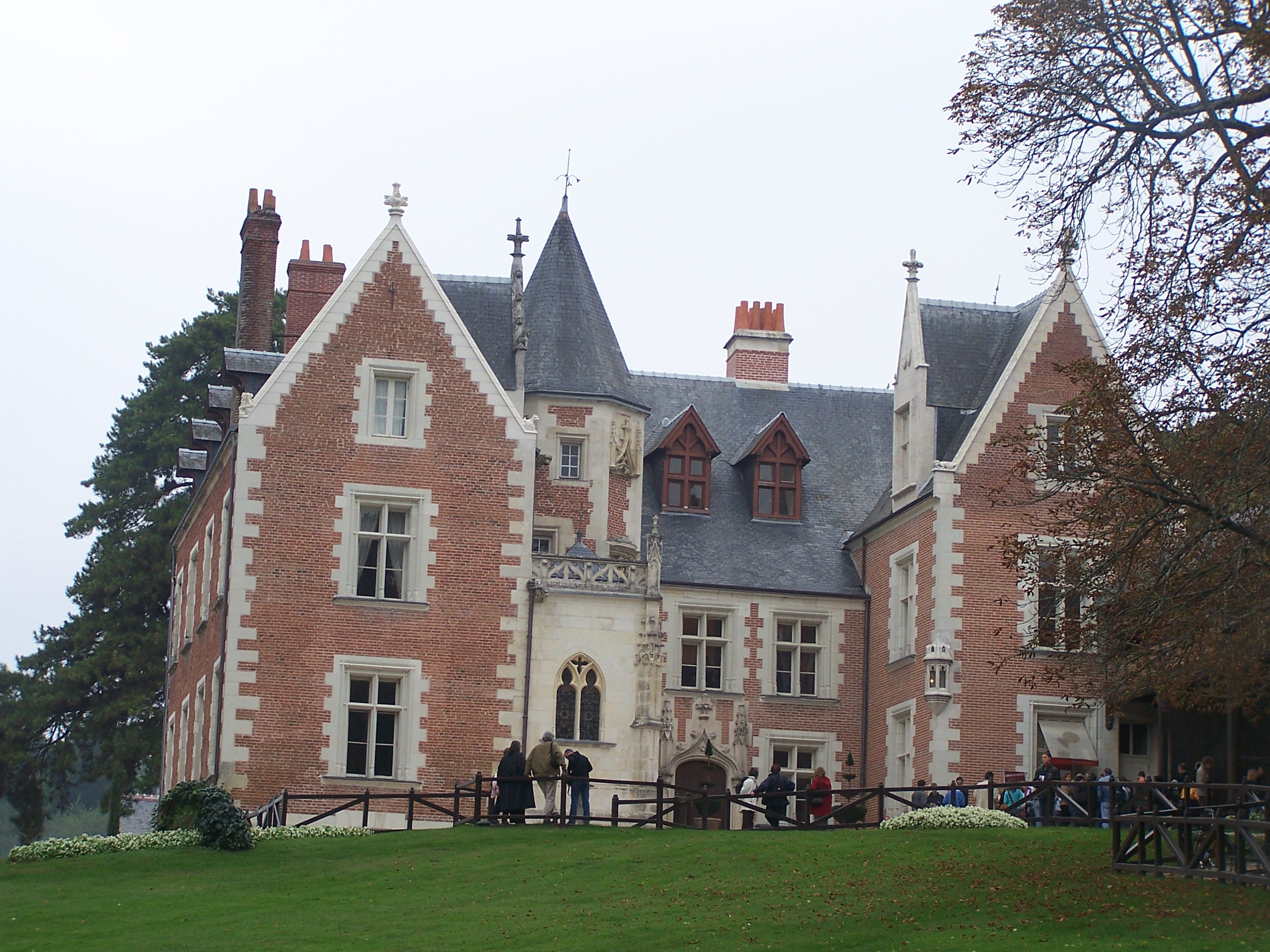
Exterior de Clos Lucé
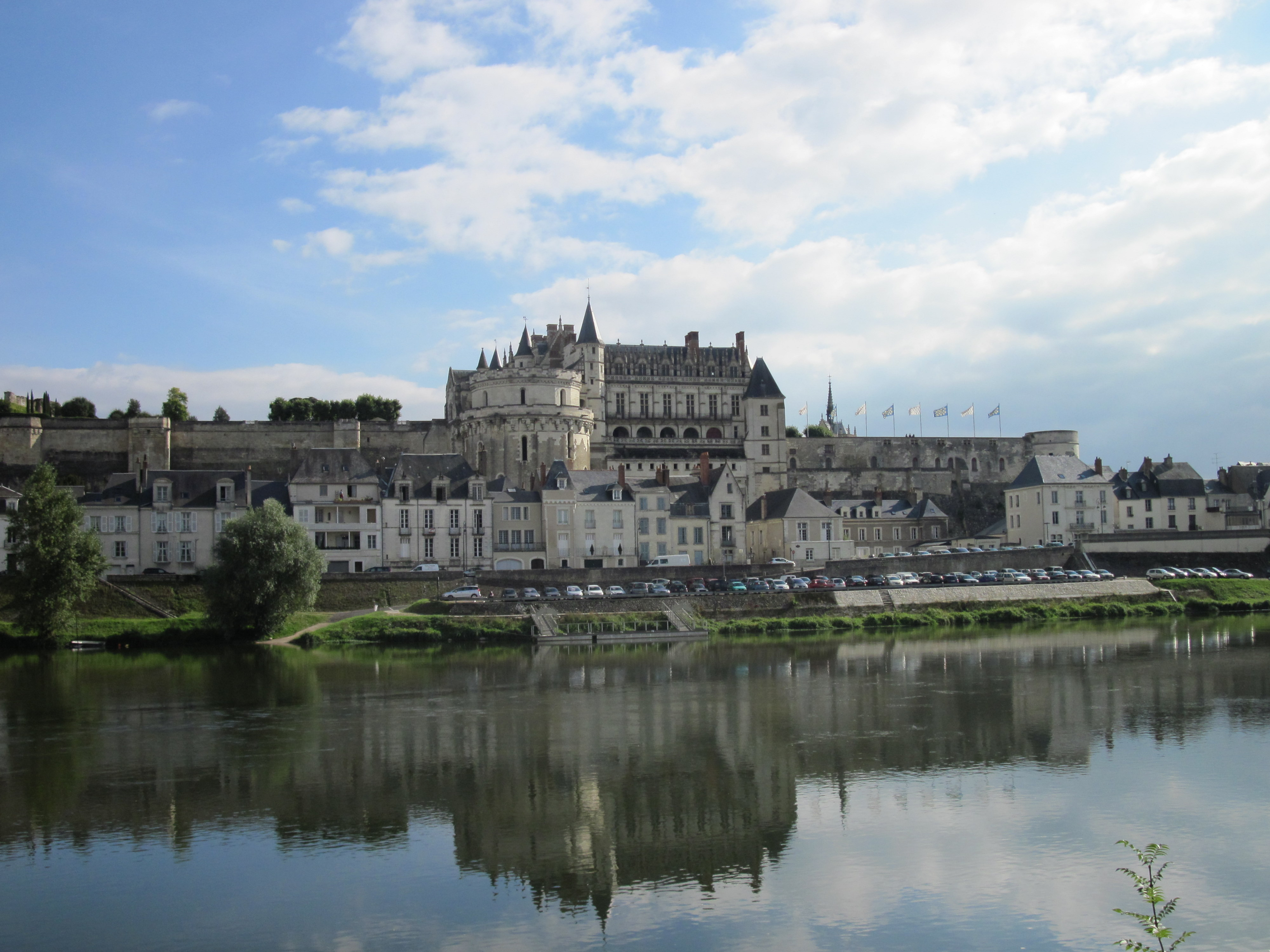
Castell d'Amboise sobre el Loira
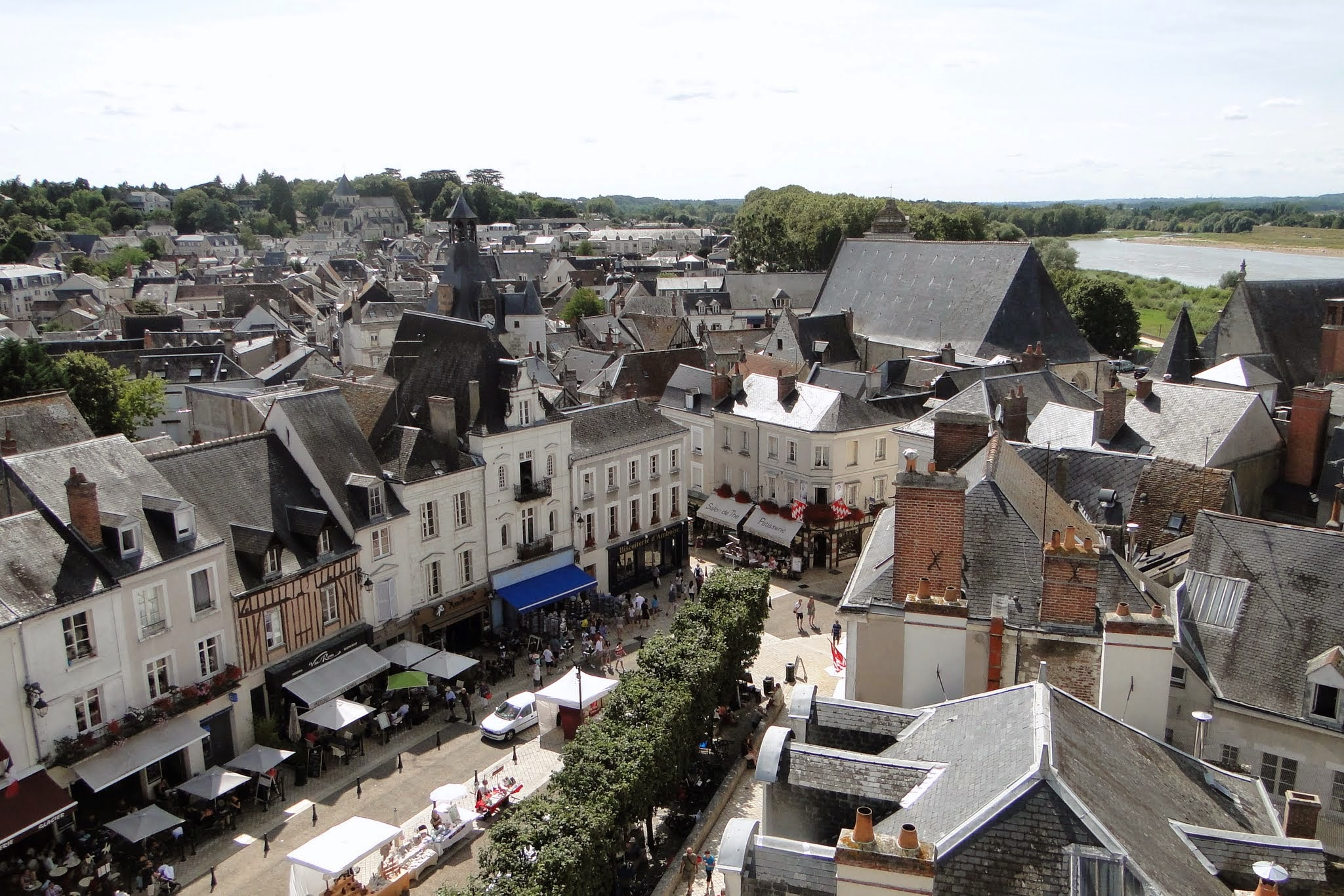
Amboise vist des del Castell d'Amboise
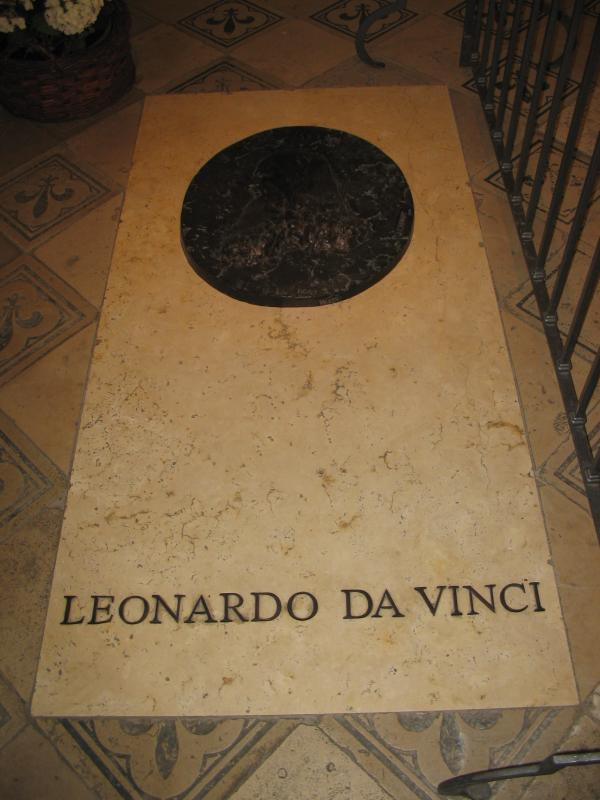
Tomba de Leonardo da Vinci a la capella de Saint-Hubert
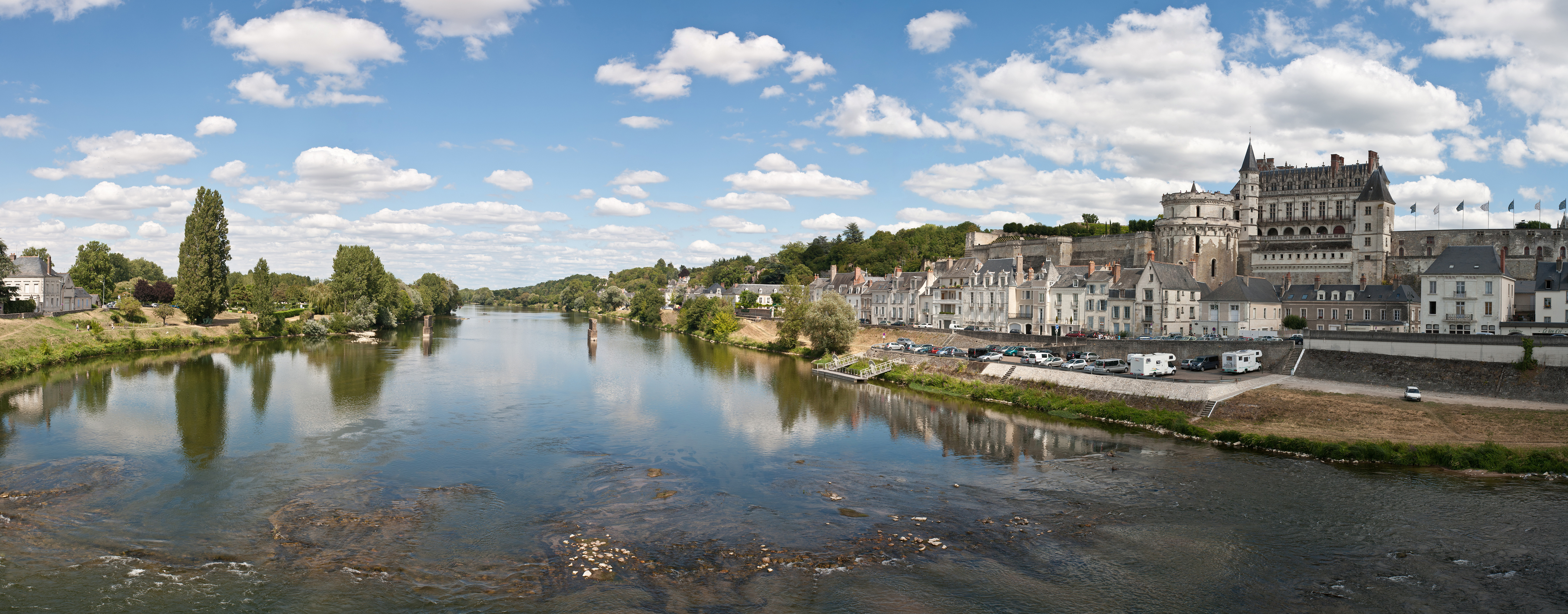
Ribes del riu Loira